# ألان وليامز (لاعب كرة قدم أمريكية)
ألان وليامز (بالإنجليزية: Alan Williams)‏ هو لاعب كرة قدم أمريكية أمريكي، ولد في 4 نوفمبر 1969.